# (10262) Samoilov
(10262) Samoilov (1975 TQ3) – planetoida z pasa głównego asteroid okrążająca Słońce w ciągu 4,24 lat w średniej odległości 2,62 j.a. Odkryta 3 października 1975 roku.